# Mike McKay
Michael Scott "Mike" McKay (født 30. september 1964 i Melbourne) er en australsk tidligere roer, dobbelt olympisk guldvinder og firedobbelt verdensmester.

## Karriere
Mike McKay deltog i fem olympiske lege, men hans første store internationale resultat kom ved VM i 1986, hvor han som en del af den australske otter vandt guld. Han var med i samme båd ved OL 1988 i Seoul, hvor båden blev nummer to i indledende heat og i opsamlingsheatet, mens det blev til en femteplads i finalen.
Herefter skiftede han til firer uden styrmand, og det gav gevinst ved VM i 1990, hvor hans båd vandt guld, en bedrift han gentog ved VM i 1991. Ved OL 1992 i Barcelona var australierne, der stillede med VM-guldvinderne fra 1991, Andrew Cooper, Nicholas Green, James Tomkins og McKay, derfor favoritter. Australierne vandt da også deres indledende heat og deres semifinaleheat i sikker stil. Amerikanerne havde dog præsteret tider næsten lige så gode, så finalen så ud til at kunne blive spændende. Men her viste australierne deres styrke og sejrede med et forspring på næsten halvandet sekund til amerikanerne, mens slovenerne akkurat sikrede sig bronze.
Fire år senere ved OL 1996 i Atlanta var australierne ikke nær så store favoritter, selv om de stillede med tre af guldvinderne fra Barcelona: Green, McKay og Tomkins, mens Drew Ginn havde erstattet Cooper. Vinderne fra de to seneste VM var fra Italien og regnedes blandt de hårde konkurrenter. Australierne vandt deres indledende heat, men blev blot nummer tre i en meget tæt semifinale (uden dog at være tæt på ikke at nå A-finalen). I finalen viste australierne sig stærkest og hentede den anden OL-guldmedalje i træk, mens Frankrig vandt sølv og Storbritannien bronze; italienerne virkede trætte og sluttede sidst i finalen.
Efter OL 1996 prøvede McKay sig af i toer uden styrmand og firer med styrmand. Ved VM 1998 stillede han op i begge discipliner og vandt guld i fireren og sølv i toeren. Derpå vendte han tilbage til otteren, som han deltog i ved OL 2000 i Sydney. Australierne vandt deres indledende heat og slog blandt andet verdensmestrene fra Storbritannien, men i finalen tog briterne revanche og sejrede med 0,8 sekund ned til australierne på andenpladsen, mens der var bronze til Kroatien.
I 2004 deltog han for sidste gang i OL, som blev afholdt i Athen. Her var han igen en del af australiernes otter, der vandt deres indledende heat i olympisk rekordtid (en tid der dog blev forbedret af amerikanerne i det næste heat). I finalen stod kampen om sejren hurtigt mellem amerikanerne og hollænderne, og det blev guld til USA og sølv til Nederlandene, mens australierne vandt bronze med pæn afstand til tyskerne på fjerdepladsen.

## Resultater

### OL-medaljer
- 1992:  Guld i firer uden styrmand
- 1996:  Guld i firer uden styrmand
- 2000:  Sølv i otter
- 2004:  Bronze i otter

### VM-medaljer
- VM i roning 1986:  Guld i otter
- VM i roning 1990:  Guld i firer uden styrmand
- VM i roning 1991:  Guld i firer uden styrmand
- VM i roning 1998:  Guld i firer med styrmand
- VM i roning 1998:  Sølv i toer uden styrmand